# (20573) Garynadler
(20573) Garynadler (1999 RW137) – planetoida z pasa głównego asteroid okrążająca Słońce w ciągu 4,44 lat w średniej odległości 2,7 j.a. Odkryta 9 września 1999 roku.